# Lliga espanyola d'hoquei sobre patins masculina 1973-1974
La cinquena edició de la Lliga espanyola d'hoquei patins masculina, denominada en el seu moment Divisió d'Honor, s'inicià el 30 de setembre de 1973 i finalitzà el 31 de març de 1974.
Es va proclamar campió de lliga el FC Barcelona i van descendir el CP Calafell i l'At. Montemar d'Alacant. El Caldes i el Terrassa van mantenir la categoria en una promoció posterior.

## Participants
| - FC BARCELONA - REUS DEPORTIU - HC SENTMENAT - AT MONTEMAR - SFERIC TERRASSA - CE ARENYS DE MUNT - CH CALDES | - CP VOLTREGÀ - CP VILANOVA - CP VIC - CE VENDRELL - AA NOIA - CERDANYOLA CH - CP CALAFELL |

## Llegenda
| Pts = Punts totals PJ = Partits jugats PG = Partits guanyats PE = Partits empatats PP = Partits perduts GF = Gols a favor |  | GC = Gols en contra DG = Diferència de gols (GF-GC) Ressaltat en verd = Equip campió de lliga. Ressaltat en blau = Equip que promociona per la permanència. Ressaltat en vermell = Equip descendent de categoria. |  |  |

## Fase Regular

### Classificació
| Pos | Equip             | Pts | PJ | PG | PE | PP | GF  | GC  | DG   |
| --- | ----------------- | --- | -- | -- | -- | -- | --- | --- | ---- |
| 1   | FC Barcelona      | 49  | 26 | 24 | 1  | 1  | 232 | 81  | +151 |
| 2   | CP Voltregà       | 44  | 26 | 21 | 2  | 3  | 243 | 114 | +129 |
| 3   | Reus Deportiu     | 33  | 26 | 15 | 3  | 8  | 145 | 94  | +51  |
| 4   | Cerdanyola CH     | 33  | 26 | 15 | 3  | 8  | 141 | 120 | +21  |
| 5   | HC Sentmenat      | 33  | 26 | 15 | 3  | 8  | 121 | 98  | +23  |
| 6   | CE Arenys de Munt | 31  | 26 | 15 | 1  | 10 | 137 | 117 | +20  |
| 7   | CP Vilanova       | 28  | 26 | 13 | 2  | 11 | 127 | 133 | -6   |
| 8   | AA Noia           | 25  | 26 | 11 | 3  | 12 | 109 | 114 | -5   |
| 9   | CP Vic            | 21  | 26 | 7  | 7  | 12 | 90  | 129 | -39  |
| 10  | CE Vendrell       | 16  | 26 | 8  | 0  | 18 | 108 | 150 | -42  |
| 11  | CH Caldes (*)     | 15  | 26 | 7  | 2  | 17 | 93  | 136 | -43  |
| 12  | SFERIC Terrassa   | 15  | 26 | 6  | 3  | 17 | 93  | 161 | -68  |
| 13  | CP Calafell       | 15  | 26 | 6  | 3  | 17 | 89  | 166 | -77  |
| 14  | AT Montemar       | 5   | 26 | 2  | 1  | 23 | 100 | 215 | -115 |

(*) 1 Punt de sanció al CH Caldes

## Promoció

### Eliminatòria 1
|           |     |               |  |
| CH Caldes | 6-2 | CN Reus Ploms |  |
|           |     |               |  |

|               |      |           |  |
| CN Reus Ploms | 9-11 | CH Caldes |  |
|               |      |           |  |

### Eliminatòria 2
|       |     |                 |  |
| FEMSA | 3-1 | SFERIC Terrassa |  |
|       |     |                 |  |

|                 |     |       |  |
| SFERIC Terrassa | 5-2 | FEMSA |  |
|                 |     |       |  |